# Wysokość astronomiczna

Schemat pomiaru wysokości astronomicznej sekstantem

Wysokość astronomiczna, elewacja – kąt między płaszczyzną horyzontu astronomicznego a kierunkiem na ciało niebieskie.
W astronawigacji przyrządem do wyznaczania wysokości astronomicznej jest sekstant.
Wysokość astronomiczna wraz z azymutem są współrzędnymi w układzie horyzontalnym i określają chwilowe położenie ciała niebieskiego. Wysokość jest oznaczana symbolem {\displaystyle a} i wiąże się z odległością zenitalną {\displaystyle z} wzorem: {\displaystyle z=90^{\circ }-a}.